# Sauofen
Sauofen är en bergstopp i Österrike.   Den ligger i distriktet Murau och förbundslandet Steiermark, i den centrala delen av landet, 210 km sydväst om huvudstaden Wien. Toppen på Sauofen är 2 232 meter över havet.
Terrängen runt Sauofen är varierad. Runt Sauofen är det ganska glesbefolkat, med 22 invånare per kvadratkilometer.. 
Trakten runt Sauofen består i huvudsak av gräsmarker.